# ديمتريس فليونيس
ديمتريس فليونيس (باليونانية: Δημήτρης Φλιώνης)‏ مواليد 8 أبريل 1997 في سالونيك، هو لاعب كرة سلة يوناني. بدأ مسيرته الاحترافية في سنة 2015. يحمل الرقم 9. يبلغ طوله 6 قدم 2.75 بوصة (1.9 م). لعب مع نادي أريس لكرة السلة في الدوري اليوناني لكرة السلة.

## روابط خارجية
- ديمتريس فليونيس على موقع الاتحاد الدولي لكرة السلة (الإنجليزية)
- ديمتريس فليونيس على موقع كرة السلة الأوروبية.كوم (الإنجليزية)
- ديمتريس فليونيس على موقع ريلجم (الإنجليزية)
- ديمتريس فليونيس على موقع بروبوليرز (الإنجليزية)
- ديمتريس فليونيس على موقع سبورتس رفرنس (الإنجليزية)